# Lijst van Japanse schrijvers
Dit is een lijst van Japanse schrijvers. De lijst geeft een opsomming van Japanstalige schrijvers en dichters, die gerekend worden tot de Japanse literatuur.

## A
- Kobo Abe
- Ryunosuke Akutagawa
- Moyoco Anno

## C
- Chikamatsu Monzaemon

## D
- Osamu Dazai

## E
- Fumiko Enchi
- Shusaku Endo

## F
- Fukuzawa Yukichi

## H
- Seishū Hase
- Lafcadio Hearn

## K
- Kafu Nagai
- Hitomi Kanehara
- Shuichi Kato
- Yasunari Kawabata
- Natsuo Kirino
- Takeshi Kitano
- Yuji Koseki
- Mieko Kawakami
- Sayaka Murata

## M
- Yukio Mishima
- Kenji Miyazawa
- Natsu Miyashita
- Shigeru Mizuki
- Mori Ogai
- Haruki Murakami

## N
- Natsume Soseki
- Takashi Nagai

## O
- Kenzaburo Oë
- Ro Ogura
- Ōshio Heihachirō

## S
- Ihara Saikaku
- Sei Shonagon
- Takumi Shibano
- Tomoka Shibasaki
- Murasaki Shikibu
- Shintaro Ishihara
- Koji Suzuki

## T
- Koushun Takami
- Hara Takashi
- Junichiro Tanizaki
- Hiroshi Teshigahara
- Miki Tori
- Tsubouchi Shoyo
- Yuko Tsushima

## Y
- Yoshikazu Yasuhiko
- Seishi Yokomizo
- Banana Yoshimoto

## Z
- Zeami Motokiyo